# حافة المرآة
حافة المرآة (بالإنجليزية: Mirror's Edge)‏ هي لعبة فيديو من نوع أكشن-مغامرات، صدرت في عام 2008، وهي متوفرة على أجهزة بلاي ستيشن 3 وإكس بوكس 360 وويندوز وآي أو إس وويندوز فون. اللعبة من تطوير ديجيتال إلوجينز سي إي ومن نشر إلكترونيك آرتس.

## روابط خارجية
- حافة المرآة على موقع IMDb (الإنجليزية)